# Slot Johannisburg
Slot Johannisburg is een kasteel in Aschaffenburg, Duitsland. Het kasteel is door Georg Ridinger tussen 1605 en 1614 gebouwd in opdracht van de Mainzer aartsbisschop Johann Schweikhard van Kronberg. Tot 1803 was het de tweede residentie van de aartsbisschop van Mainz. Omdat Mainz het grootste bisdom was van het Heilige Roomse Rijk was er een tweede residentie nodig. Het is opgetrokken uit rode Buntsandstein, het typerende bouwmateriaal rond Aschaffenburg. Slot Johannisburg is een van de belangrijkste gebouwen in renaissancestijl in Duitsland.
Het kasteel is een van de beeldbepalende gebouwen in Aschaffenburg. Het bevindt zich aan de noordzijde van het stadscentrum en staat op een terras naast de rivier de Main, een zijrivier van de Rijn. Het oudste deel van het kasteel is een donjon van het verwoeste kasteel uit de 14e eeuw. De afmetingen van de donjon vormen het patroon voor de rest van het kasteel. Het interieur is niet meer origineel, maar is in aan het eind van de 18e eeuw door Emanuel Joseph d'Herigoyen gewijzigd in neoclassicistische stijl.